# カセイフがイタ。
『カセイフがイタ。』は、えびなしおによる日本の漫画作品。『ちゃお』（小学館）にて、2013年3月号から2016年8月号まで連載された。
謎生物の家政夫カセイフ＝イタ＝ミタイデスと、彼に振り回される松前姫乃（まつまえひめの）による日常ドタバタショートコメディ。

## 登場人物
カセイフ＝イタ＝ミタイデス
声 - 相沢舞
父子家庭の松前家に家政夫としてやってきたハリネズミ系の謎の生物。性別は男。
常に敬語で話し、仕事のスキルはピカイチだと自称するが、人間の常識が全く通用せず、いかなる場合においても必ず姫乃の要求とズレた行動を取るため、姫乃にとっては疫病神のように大迷惑な存在となっている。ただし、1分間だけ人間に変身できる能力があり、その姿はかなりのイケメンである。過去に世界中の様々な場所で働いていた経験があると語っており、作中には彼の知人と称する変人たちがゲストとして登場することも多い。
最後には姫乃ファミリーを巻き込んで地球から飛び出し、火星で暴れまくった。
ちなみに、彼の名前の由来について読者が『ちゃお』編集部に質問を寄せたところ、作者のえびなは「お答えするとこのページ5枚分は使わないといけないので謎のままで…」などと弁解し、読者の質問に答えることはなかった。
松前姫乃（まつまえ ひめの）
声 - 名塚佳織
父と2人暮らしの小学６年生の女の子。カセイフのツッコミ役。
極度の面倒臭がりで、何事もカセイフ任せで問題解決を図ろうとするが、いつもカセイフの気まぐれで非常識な行動に振り回され、毎回のようにひどい目に遭っている。しかし、カセイフの人間に変身した姿が彼女好みのイケメンであるため、彼女はカセイフをクビにできず、カセイフが松前家に居座ることをしぶしぶ認めている。
姫乃パパ　
声 - 金子学（うしろシティ）
その名の通り姫乃の父親で、カセイフを雇った人物。
妻がいない上に仕事が忙しいため、姫乃の世話をカセイフに任せている。お人好しな性格で姫乃に甘いが、姫乃がカセイフの被害に遭っていることには全く気付いていない。
カセエフ＝ヒマ＝ミタイデス
姫乃のお世話をしに勝手についてきたカセイフの弟。通称：ヒマちゃん。
羊のような可愛らしい見た目とは裏腹にかなりのスケベで厚かましい性格であり、姫乃のパンツとキスを欲しがったことがある。
恐怖心というものがないらしく、動物園のトラの檻に入っても全く平気であった。
散歩の君（さんぽのきみ）
松前家の前を時おり通りかかるイケメン。本名は不明。
姫乃はこの「散歩の君」に一方的な片想いをしており、カセイフとヒマは姫乃の恋の手伝いをすると宣言しているが、実際には姫乃の恋の邪魔をしているだけであり、「散歩の君」本人は姫乃の存在に全く気付いていない。
すぶた
姫乃パパが知り合いのペットショップからもらって来たというミニブタ。名付け親はヒマ。
ブタなので言葉は話せないが、人間並みの知能を持ち、カセイフの指導で家事手伝いをしたり自らパソコンを操作するなど芸達者な所を見せる。

## OVA
2014年ちゃお10月号より「ちゃおちゃおTV!」に収録。

### スタッフ
- 原作 - えびなしお
- 企画 - ちゃお編集部
- 監督・脚本 - 新海岳人（Pie in the sky)[1]
- プロデューサー - 遠藤純一（Pie in the sky)
- 音楽 - 須藤雄穀
- アニメーション制作 - Pie in the sky
- オープニング／エンディング楽曲作曲 - 津田ケイタ
- エンジニア - 戸川和哉
- 音楽制作 - サーティース
- 音楽プロデューサー - 佐藤能久
- 制作 - 小学館集英社プロダクション
- 制作著作 - 小学館

## 書誌情報
- えびなしお『カセイフがイタ。』小学館〈ちゃおコミックス〉、全4巻
  1. 2013年10月1日発売[5]、ISBN 978-4-09-135596-6
  2. 2014年9月1日発売[6]、ISBN 978-4-09-136290-2
  3. 2015年10月1日発売[7]、ISBN 978-4-09-137884-2
  4. 2016年9月1日発売[8]、ISBN 978-4-09-138620-5